# Вест-Пенн Тауншип (округ Скайлкілл, Пенсільванія)
Вест-Пенн Тауншип (англ. West Penn Township) — селище (англ. township) в США, в окрузі Скайлкілл штату Пенсільванія. Населення — 4370 осіб (2020).

## Демографія
Згідно з переписом 2010 року, у селищі мешкали 4442 особи в 1810 домогосподарствах у складі 1322 родин. Було 2015 помешкань
Расовий склад населення:
| - 98,8 % — білих - 0,3 % — азіатів - 0,2 % — чорних або афроамериканців |

До двох чи більше рас належало 0,2 %. Частка іспаномовних становила 0,9 % від усіх жителів.
За віковим діапазоном населення розподілялося таким чином: 19,1 % — особи молодші 18 років, 62,6 % — особи у віці 18—64 років, 18,3 % — особи у віці 65 років та старші. Медіана віку мешканця становила 47,0 року. На 100 осіб жіночої статі у селищі припадало 101,4 чоловіків;  на 100 жінок у віці від 18 років та старших — 100,1 чоловіків також старших 18 років.
Середній дохід на одне домашнє господарство  становив 71 534 долари США (медіана — 63 650), а середній дохід на одну сім'ю — 82 026 доларів (медіана — 72 321). Медіана доходів становила 42 325 доларів для чоловіків та 44 388 доларів для жінок. За межею бідності перебувало 5,3 % осіб, у тому числі 1,9 % дітей у віці до 18 років та 8,3 % осіб у віці 65 років та старших.
Цивільне працевлаштоване населення становило 1977 осіб. Основні галузі зайнятості: освіта, охорона здоров'я та соціальна допомога — 24,4 %, виробництво — 15,7 %, роздрібна торгівля — 9,7 %, науковці, спеціалісти, менеджери — 7,2 %.